# Gerald Strang
Gerald Strang (13. února 1908 Claresholm, Alberta, Kanada – 13. února 1983 Loma Linda Kalifornie) byl americký hudební skladatel kanadského původu. Příslušník Druhé vídeňské školy.

## Život
Gerald Strang studoval na Stanford University, Kalifornské univerzitě v Los Angeles (UCLA) a na University of Southern California. Jeho učiteli byli Charles Koechlin, Arnold Schoenberg a Ernst Toch. V letech 1936–1938 pracoval na UCLA jako Schoenbergův asistent. Poté vyučoval na několika kalifornských vysokých školách. V letech 1935–1940 byl editorem New Music Edition. V roce 1969 byl jmenován docentem pro elektronickou hudbu v Los Angeles. Působil také jako akustický konzultant při stavbě Schoenbergova Institutu při UCLA.
Zemřel v Kalifornii 13. února 1983. Písemná pozůstalost skladatele je uložena v Arnold Schönberg Center ve Vídni.

## Dílo
Vedle klasické hudby komponoval elektronickou a počítačovou hudbu. Jako žák Arnolda Schoenberga je řazen mezi příslušníky Druhé vídeňské školy.
Výběr z nahrávek
- Symphony no. 1 (1942)
- Second symphony (1947)
- Divertimento for 4 instruments (1948)
- Sonata for violin and piano (1949)
- Concerto grosso (1950)
- Concerto for cello, op 36 (1951)
- Variations no. 37 (1970)